# 11 maggio
L'11 maggio è il 131º giorno del calendario gregoriano (il 132º negli anni bisestili). Mancano 234 giorni alla fine dell'anno.

## Eventi
- 330 – Bisanzio viene ribattezzata Costantinopoli con un'apposita cerimonia
- 1395 – Costituzione del Ducato di Milano: Gian Galeazzo Visconti, già vicario imperiale e Dominus Generalis di Milano, ottiene il titolo di duca di Milano da Venceslao di Lussemburgo, re dei Romani
- 1745 – Guerra di successione austriaca, battaglia di Fontenoy: a Fontenoy le forze francesi sconfiggono l'armata anglo-olandese-hannoveriana
- 1792 – Il capitano Robert Gray diventa il primo europeo a scoprire il fiume Columbia
- 1812 – Il primo ministro britannico Spencer Perceval viene assassinato da un banchiere fallito nei corridoi della Camera dei comuni
- 1818 – Jean-Baptiste Jules Bernadotte viene incoronato re di Svezia con il nome di Carlo XIV
- 1849 – Il generale austriaco Kostantin d'Aspre, che ha invaso la Toscana, prende e saccheggia Livorno (Assedio di Livorno)
- 1850 – L'astronomo Annibale de Gasparis scopre l'asteroide 11 Parthenope, che gli valse la medaglia d'oro della Royal Astronomical Society di Londra
- 1857 – Moti indiani del 1857: i ribelli indiani strappano Delhi ai britannici
- 1858 – Il Minnesota viene ammesso come 32º Stato degli USA
- 1860 – Giuseppe Garibaldi sbarca con i Mille a Marsala
- 1862 – Guerra di secessione americana: la CSS Virginia viene autoaffondata nel fiume James, a nord-ovest di Norfolk (Virginia)
- 1864 – Guerra di secessione americana, battaglia di Yellow Tavern: il generale confederato Jeb Stuart viene ferito mortalmente.
- 1867 – Con la sottoscrizione del Secondo trattato di Londra, il Lussemburgo ottiene l'indipendenza dalla Confederazione germanica[1]
- 1912 – Viene pubblicato il Manifesto tecnico della letteratura futurista scritto da Filippo Tommaso Marinetti, il fondatore del movimento del Futurismo
- 1916 – Viene pubblicato l'articolo Die Grundlage der allgemeinen Relativitätstheorie di Albert Einstein in cui viene divulgata per la prima volta la teoria della relatività generale
- 1920 – Eccidio a Iglesias durante una protesta dei minatori per la paga mancata
- 1927 – L'Academy of Motion Picture Arts and Sciences viene fondata in California; ne conseguirà l'istituzione dei suoi premi accademici, popolarmente conosciuti come Premi Oscar
- 1928 – Il primo servizio di televisione analogica viene inaugurato dalla WGY a Schenectady
- 1943
  - Seconda guerra mondiale: le truppe statunitensi invadono Attu nelle Isole Aleutine nel tentativo di espellere le forze occupanti giapponesi
  - Bombardamento di Marsala da parte delle truppe Alleate anglostatunitensi
- 1948 – Luigi Einaudi viene eletto secondo presidente della Repubblica Italiana con 518 voti su 872 e il giorno dopo presta giuramento
- 1949
  - Il Siam cambia il suo nome in Thailandia
  - L'Unione Sovietica annulla il Blocco di Berlino
- 1955 – Giovanni Gronchi presta giuramento come terzo presidente della Repubblica Italiana dopo l'elezione del 29 aprile con 658 voti su 833
- 1960 – A Buenos Aires quattro agenti del Mossad rapiscono il gerarca nazista fuggitivo Adolf Eichmann, che usava il falso nome di "Ricardo Klement"
- 1969 – Torino: la Fiorentina vince il suo secondo Scudetto, dopo quello di tredici anni prima.
- 1984 – Si verifica la seconda delle due scosse principali del terremoto dell'Italia centro-meridionale (la prima era avvenuta quattro giorni prima) con danni e vittime in Abruzzo, Lazio e Molise
- 1985 – Disastro di Bradford: sugli spalti dello stadio Valley Parade di Bradford nel West Yorkshire, in Inghilterra, si sviluppa un incendio durante una partita di calcio che causa 56 morti e 265 feriti[2]
- 1987 – A Baltimora (Maryland), viene eseguito il primo trapianto cuore-polmoni
- 1994 – La Guardia di Finanza esegue Hardware I, la prima fase dell'Italian Crackdown
- 1995 – A New York, più di 170 nazioni decidono di estendere indefinitamente e senza condizioni il Trattato di non proliferazione nucleare
- 1997 – Deep Blue, il supercomputer giocatore di scacchi della IBM, sconfigge di nuovo il campione del mondo Garry Kasparov
- 1998 – Nel Deserto del Rajasthan, l'India conduce i suoi primi test nucleari sotterranei, violando il Trattato di non proliferazione nucleare e causando un incidente diplomatico con lo Stato confinante del Pakistan (che pure possiede armi nucleari)
- 2007 – Emanuel Mori viene eletto presidente degli Stati Federati di Micronesia, succedendo a Joseph John Urusemal
- 2010 – David Cameron viene nominato primo ministro del Regno Unito, succedendo a Gordon Brown
- 2016 – In Italia la Camera dei deputati approva in via definitiva la legge sulle unioni civili (372 favorevoli, 51 contrari e 99 astenuti), che viene promulgata nove giorni dopo dal presidente della Repubblica come legge 20 maggio 2016, n. 76

## Nati
Ci sono circa 1 080 voci su persone nate l'11 maggio; vedi la pagina Nati l'11 maggio per un elenco descrittivo o la categoria Nati l'11 maggio per un indice alfabetico.

## Morti
Ci sono circa 460 voci su persone morte l'11 maggio; vedi la pagina Morti l'11 maggio per un elenco descrittivo o la categoria Morti l'11 maggio per un indice alfabetico.

## Feste e ricorrenze

### Religiose
Cristianesimo:
- Santi 14 martiri mercedari di Carcassona
- Santi Anastasio e Teopista e figli, martiri
- Santi Antimo di Roma e compagni, martiri
- Sant'Evellio, martire
- Santi Fabio e compagni, martiri
- San Francesco de Geronimo, sacerdote
- San Gengolfo di Borgogna, martire
- San Giustino di Chieti, vescovo (solo nella città di Chieti)
- Santi Gualberto di Hainaut e Bertilla di Turingia, sposi
- San Gualtiero di Esterp, sacerdote
- Sant'Ignazio da Laconi, religioso
- Sant'Illuminato da Rieti, monaco
- San Maiolo di Cluny, abate di Cluny
- San Maiulo di Adrumeto, martire
- San Mamerto di Vienne, vescovo
- San Matteo Le Va Gam, martire
- San Mozio (o Mocio), sacerdote e martire
- San Nepoziano, sacerdote
- Beati Giovanni Rochester e Giacomo Walworth, sacerdoti certosini, martiri
- Beato Gregorio Celli, religioso
- Beato Serafino Koda (Gjon), sacerdote francescano, martire
- Beato Zeffirino Namuncurá, aspirante salesiano

Giudaismo
- Lag Ba'omer

Religione romana antica e moderna:
- Dies religiosus[senza fonte]
- Lemuria, secondo giorno